# Psilodera orbifer
Psilodera orbifer är en tvåvingeart som först beskrevs av Walker 1860.  Psilodera orbifer ingår i släktet Psilodera och familjen kulflugor. Inga underarter finns listade i Catalogue of Life.